# Ucha Lobzhanidze
Ucha Lobzhanidze (ou Lobjanidze) (en géorgien : უჩა ლობჟანიძე) est un footballeur international géorgien, né le 23 février 1987 à Tbilissi. Il évolue au poste d'arrière droit.

## Palmarès
- FC Zestafoni
  - Vainqueur de la Coupe de Géorgie en 2008.
- Dinamo Tbilissi
  - Championnat de Géorgie en 2016.
  - Vainqueur de la Coupe de Géorgie en 2016.